# Recopa de la AFC 1996-97
La Recopa de la AFC 1996/97 es la sétima edición de este torneo de fútbol a nivel de clubes de Asia organizado por la AFC y que contó con la participación de 26 equipos campeones de copa de sus respectivos países, 3 equipos más que en la edición anterior, en la cual debutaron equipos de Macao y Laos.
El Al-Hilal FC de Arabia Saudita venció al Nagoya Grampus de Japón en la final jugada en Riad, Arabia Saudita para proclamarse campeón del torneo por primera vez.

## Primera Ronda

### Asia Occidental
| Equipo 1                   | Agr.        | Equipo 2               | Ida | Vuelta |
| -------------------------- | ----------- | ---------------------- | --- | ------ |
| Navbahor Namangan          | 6-6 (a)     | Jawiya                 | 4-1 | 2-5    |
| Pakhtakor Dzhabarrasulovsk | 1-5         | Semetei Kyzyl-Kiya     | 0-2 | 1-3    |
| Turan Dasoguz              | 1-5         | Ordabasy-SKIF Chimkent | 0-0 | 1-5    |
| Al Hilal                   | (w/o)1      | Al Qadisiyah           |     |        |
| Al Arabi                   | 1-1 (3-0 p) | Al Ansar               | 0-1 | 1-0    |
| Bani Yas                   | 3-4         | Al Ittihad             | 3-3 | 0-1    |
| Esteghlal                  | bye         |                        |     |        |
| Al Nasr                    | bye         |                        |     |        |

1 Al Qadisiyah abandonó el torneo

### Asia Oriental
| Equipo 1               | Agr.   | Equipo 2              | Ida | Vuelta |
| ---------------------- | ------ | --------------------- | --- | ------ |
| Valencia               | (w/o)1 | Old Benedictines      | 1-0 |        |
| Mohammedan             | 12-12  | Electricity of Lao    | 8-0 | 4-1    |
| Pahang                 | 1-5    | Mastrans Bandung Raya | 0-1 | 1-4    |
| Hai Phong              | (w/o)3 | Lam Pak               |     |        |
| Bellmare Hiratsuka     | bye    |                       |     |        |
| Nagoya Grampus Eight   | bye    |                       |     |        |
| South China            | bye    |                       |     |        |
| Ulsan Hyundai Horang-i | bye    |                       |     |        |

1 El Old Benedictines abandonó el torneo luego de jugar el partido de ida 

2 El juego de vuelta se reportó con marcador de 0-1 

3 El Lam Pak abandonó el torneo

## Segunda Ronda

### Asia Occidental
| Equipo 1           | Agr.    | Equipo 2               | Ida | Vuelta |
| ------------------ | ------- | ---------------------- | --- | ------ |
| Esteghlal          | 4-4 (a) | Navbahor Namangan      | 3-0 | 1-4    |
| Semetei Kyzyl-Kiya | 3-7     | Ordabasy-SKIF Chimkent | 1-0 | 2-7    |
| Al Hilal           | 7-0     | Al Arabi               | 6-0 | 1-0    |
| Al Ittihad         | 4-4 (a) | Al Nasr                | 3-2 | 1-2    |

### Asia Oriental
| Equipo 1               | Agr.   | Equipo 2             | Ida | Vuelta |
| ---------------------- | ------ | -------------------- | --- | ------ |
| Bellmare Hiratsuka     | (w/o)1 | Valencia             | 7-0 |        |
| Ulsan Hyundai Horang-i | 8-12   | Mohammedan           | 5-0 | 3-1    |
| Mastrans Bandung Raya  | 1-5    | South China          | 1-1 | 0-4    |
| Hai Phong              | 1-4    | Nagoya Grampus Eight | 1-1 | 0-3    |

1 El Valencia abandonó el torneo antes del partido de vuelta 

2 El partido de ida se reportó con marcador de 5-1

## Cuartos de final

### Asia Occidental
| Equipo 1  | Agr.   | Equipo 2               | Ida | Vuelta |
| --------- | ------ | ---------------------- | --- | ------ |
| Esteghlal | 1-0    | Ordabasy-SKIF Chimkent | 0-0 | 1-0    |
| Al Nasr   | (w/o)1 | Al Hilal               | 0-5 |        |

1 Al Nasr abandonó el torneo antes de jugar el partido de vuelta

### Asia Oriental
| Equipo 1             | Agr. | Equipo 2               | Ida | Vuelta |
| -------------------- | ---- | ---------------------- | --- | ------ |
| Bellmare Hiratsuka   | 1-2  | Ulsan Hyundai Horang-i | 1-0 | 0-2    |
| Nagoya Grampus Eight | 4-2  | South China            | 2-0 | 2-2    |

## Semifinales
| 24 de noviembre de 1996 | Al Hilal | 0–0 (t. s.)(5-4 p.) | Esteghlal | Estadio Internacional Rey Fahd, Riad, Arabia Saudita |  |

| 24 de noviembre de 1996 | Ulsan Hyundai Horang-i | 0–5 | Nagoya Grampus Eight                                                 | Estadio Internacional Rey Fahd, Riad, Arabia Saudita |  |
|                         |                        |     | Sié 11' · Nakanishi 36' · Stojkovic 58' · Mochizuki 71' · Fukuda 89' |                                                      |  |

## Tercer Lugar
| 26 de noviembre de 1997 | Ulsan Hyundai Horang-i | 1–0 | Esteghlal | Estadio Internacional Rey Fahd, Riad, Arabia Saudita |  |
|                         | Kim Ki-Nam 7'          |     |           |                                                      |  |

## Final
| 26 de noviembre de 1997 | Al Hilal                                    | 3–1 | Nagoya Grampus Eight | Estadio Internacional Rey Fahd, Riad, Arabia Saudita |                         |
|                         | Al Jaber 16' · Al Thunayan 75' · Bassir 82' |     | Nakanishi 27'        | Árbitro(s): Ali Mandani                              | Árbitro(s): Ali Mandani |

## Campeón
| Recopa de la AFC 1996/97  |
| ------------------------- |
| Bandera de Arabia Saudita |
| Al-Hilal FC 1º Título     |